# 金丸淳一
金丸 淳一（かねまる じゅんいち、1963年10月27日 - ）は、日本の男性声優。81プロデュース所属。山梨県甲府市出身。

## 経歴

### 声優デビューから初主演まで
小さい頃の夢は船が凄く好きで、神奈川県横浜市にいたことがあり、海を見せてもらうという機会が多かった。中学校を卒業するまで、「海洋学みたいな勉強をしたいな」と思っていたくらいのため、船乗りになりたかった。小学校に入学していた頃はピアノを習っており、『鉄腕アトム』の曲を音楽室でクラスの皆の前で弾いていた。その時は大ウケだったこともあり調子に乗り、次の授業が始まっても、皆音楽室で遊んでいた。すごい勢いで担任の教師が入って来て、金丸は思いっきり叱られて、皆を巻き添えにしてしまったこともあり、「問題児だ」と言われた。その時に校長室に連れていかれて、挙句の果てに父まで呼び出されてしまった。その後は怖く、帰り道、家から遠く離れた所で、突然車から「お前は歩きながら反省だ」と父につまみ出された。陽も落ちた真っ暗な砂利道に置去りにされて、赤いテールランプを追いかけて転び、追いかけては転んでいた。このことは1993年の金丸のエッセイの中でも幼少期のややお騒がせ的な性分が生き続けていることから、その後の金丸があると語る。
元々カウンセラーになりたいというのもあり、高校生ぐらいから、「心にいろんな問題を抱えた子供たちを治す仕事をしていくのもいいかな」と思い始めて、日本大学文理学部心理学科を選ぶ。
大学時代の教授の友人のアメリカ合衆国の教授が偶々米軍基地に住んでおり、その人物の紹介で、大学生の頃、横田基地内のFEN（極東放送）でアルバイトをしていた。同じ頃、新宿のデパートでスタジオDJをしていた時にスカウトされ、その数日後には『うる星やつら』のアフレコに参加した。その後、フジテレビの土曜19時台の『ハイスクール!奇面組』、『ついでにとんちんかん』、『名門!第三野球部』と連続で声をあてた。
以前は同人舎プロダクション、紅屋25時に所属していた。
1991年、『新世紀GPXサイバーフォーミュラ』の風見ハヤト役で初主演。

### ソニック・ザ・ヘッジホッグ以降
海外ドラマ『愉快なシーバー家』収録時、ソニック役を探しに来たセガの関係者が控室で金丸の演技を聞き、『ソニックアドベンチャー』のソニック役に起用した。当時はその海外ドラマの収録終わりにスタッフから、「ちょっとサンプルボイス撮らせてほしい」と言われ、それまではソニックの声のオーディションをしていると知らなかったという。これにより、瞬時に英語と日本語を使い分けるソニックの新たなキャラクターが確立し、金丸自身の特色にもつながった。また、ソニックシリーズでの演技がきっかけで、ディズニーから子ども向け番組の収録のオファーが来るようになった。
ソニックシリーズのハリウッド実写化作品である『ソニック・ザ・ムービー』ではソニックの日本語吹替声優は金丸ではなく俳優の中川大志が担当しているが、同作の公開発表時には自身のTwitterで声優としての想いを伝えたうえで「映画版のソニックを応援している」と発言している。2021年6月以降もソニックステーションをはじめ、セガ公式Twitter、および公式TikTokでの告知などでソニック役を演じている。

### 音楽活動
金丸は2016年のアニメイトタイムズとのインタビューの中で、『新世紀GPXサイバーフォーミュラ』では毎月アルバムを出していたため、歌に関しては『サイバー』のおかげで慣れたと振り返っている。
声優業界では初めて「上を向いて歩こう」のカバーを許可され、アカペラコーラスで収録している。また、アルバム「インスパイアード・カラーズ」では、自身が作詞作曲した「12月のフェアリーテール」をはじめ、「ラジオスターの悲劇」や、小田和正の「ラブ・ストーリーは突然に」を「suddenly」というタイトルで英語カバーしている。
2016年、インドネシア・バリ島を舞台にアジアンテイストを盛り込んだ自身作詞作曲の『晩夏』、および、スタンダードジャズナンバー『Lullaby of Birdland バードランドの子守歌』をユニバーサル・ミュージックより配信リリース。特に、バードランドの子守歌は、自身の日本語作詞が版権元である日本のSony Sync Licence Music、アメリカのEMI Longitude Music双方から好評を得て、日本人として初めて日本語詩による歌唱許諾をされ、契約を結んだ。また2017年にはセルフカヴァーとしてユニバーサルミュージックから「クェイザースターを抱きしめて」、小田和正の「ラブストーリーは突然に」の英語版「suddenly」をギタリスト・愛川聡による2本のギター演奏で収録した、アブソリュート・ギターヴァージョンを発表した。

## 人物
声種はテノール。
役柄としては、心の底に悪意を感じさせない純な声から、素直な少年役が多い。
趣味・特技は英会話、心理カウンセリング。日本で暮らしていたが、周囲に外国人が多かったため、自然と英語が喋れるようになったという。横田基地、英会話の教師のアルバイトをしていたのも、英語が得意になった理由だと語る。
かなりの腕時計や万年筆マニアで、「限定品を購入するためだけにシンガポールまで足を運んだ」とラジオトーク番組で話していた。SEGAソニック誕生30周年を記念して制作された腕時計（世界限定3000本）のシリアル番号0001番は金丸淳一自身が保持していることを自身のTwitterで明かされた。
猫好きで自宅にはアメリカンショートヘアとロシアンブルーの猫を飼っている。時折自身のブログで彼らを見ることができる。
妹がいる。

## 出演
太字はメインキャラクター。

### テレビアニメ
時期不明
- ドラえもん（テレビ朝日版第1期）

1985年
- うる星やつら（1985年 - 1986年、スーパーデリシャスキッド 他）
- タッチ（1985年 - 1986年、成田、大河原、柏葉英一郎〈高二時代〉）
- 忍者戦士飛影（カンジ）

1986年
- 機動戦士ガンダムΖΖ（チマッター）

1987年
- あんみつ姫（シラタキ）
- エスパー魔美（1987年 - 1988年、若者、新聞部部長）
- ハイスクール!奇面組（頼金鳥雄、ハンサムボーイ）
- めぞん一刻
- ついでにとんちんかん（1987年 - 1988年、発山珍平）

1988年
- つるピカハゲ丸くん（1988年 - 1989年、近藤勝）
- 名門!第三野球部（石井幸司）

1989年
- ひみつのアッコちゃん（ウサギ）
- らんま1/2 熱闘編
- ジャングル大帝（新）
- チンプイ（1989年 - 1991年、小山政夫〈小政〉）
- YAWARA!（1989年 - 1991年、河野、門下生A、学生B）
- ビリ犬なんでも商会（マサル）

1990年
- おぼっちゃまくん
- 新ビックリマン（シャパン）
- ちびまる子ちゃん（1990年 - 1992年、英語教師、男の子、男の人）

1991年
- ゲッターロボ號（武藤由自）
- 新世紀GPXサイバーフォーミュラ（風見ハヤト）
- 21エモン（男B、生徒A、配達ロボ、ポリン）
- 炎の闘球児 ドッジ弾平（風見、武田勇二）

1992年
- 大草原の小さな天使 ブッシュベイビー（アンドルー・ローズ）
- 宇宙の騎士テッカマンブレード（ワッツ）
- お〜い!竜馬（乾退助 / 板垣退助）
- フランダースの犬 ぼくのパトラッシュ（通行人、村人B）
- ママは小学4年生（マリオ・ヴィットーリ）

1993年
- 海がきこえる（岡田）

1994年
- ママレード・ボーイ（1994年 - 1995年、須王銀太）
- クレヨンしんちゃん（1994年 - 2021年、大工、風間くんのパパ）
- 美少女戦士セーラームーン シリーズ（1994年 - 1996年、浅井努、DJジャック） - 2シリーズ

1995年
- 愛と勇気のピッグガール とんでぶーりん（北川民生）
- 魔法騎士レイアース（ザズ・トルク）
- 魔法陣グルグル（ザブーン王子）
- アニメ世界の童話（王子）
- 怪盗セイント・テール（伊集院トオル）
- それいけ!アンパンマン（1995年 - 1999年、ビンの助、クラッカーくん〈初代〉）
- ナースエンジェルりりかSOS（フォギー）
- 忍たま乱太郎（1995年 - 2025年、不破雷蔵、クエール・カステーラ 他）

1996年
- ご近所物語（新谷修司）
- きこちゃんすまいる（マイケル）
- 地獄先生ぬ〜べ〜（1996年 - 1997年、白戸秀一）
- ドラゴンボールGT（スゴロク空間）

1997年
- 忍ペンまん丸（1997年 - 1998年、もも助）
- るろうに剣心 -明治剣客浪漫譚-（クリス）

1998年
- セクシーコマンドー外伝 すごいよ!!マサルさん（フーミン）
- TRIGUN（DJ）

2000年
- 妖しのセレス（男）
- 週刊ストーリーランド（林芳樹）
- へろへろくん（もそもそ、キラキラパパ、ヒョウ）

2001年
- 地球少女アルジュナ（英語教師）
- デジモンテイマーズ（秋山遼）

2002年
- ヒカルの碁（アメリカ人）
- G-onらいだーす（外国人）
- わがまま☆フェアリー ミルモでポン!（宇宙飛行士）

2003年
- ソニックX（2003年 - 2005年、ソニック・ザ・ヘッジホッグ） - 2シリーズ

2004年
- 名探偵コナン（2004年 - 2023年、ポアロのマスター、小沢勝）
- サムライチャンプルー（米兵）
- ポケットモンスター アドバンスジェネレーション（2004年 - 2006年、ハーリー）

2005年
- ガラスの仮面（ピーター・ハミル）
- 甲虫王者ムシキング 森の民の伝説（マジシャン・プゥ）
- SPEED GRAPHER（少年兵）

2006年
- きらりん☆レボリューション（司会者）
- ぜんまいざむらい（町人ピエール、瓦バンバン 他）
- .hack//Roots（オチ）

2007年
- セイント・ビースト〜光陰叙事詩天使譚〜（大神ゼウス）
- Yes!プリキュア5（春日野ミッシェル）

2008年
- ゴルゴ13（神父）

2009年
- ご姉弟物語（2009年 - 2010年、アラン・シモヤマ）

2010年
- ドラえもん（テレビ朝日版第2期）（糸取アヤ夫）

2011年
- HUNTER×HUNTER（第2作）（2011年 - 2012年、ブハラ）

2014年
- 暁のヨナ（2014年 - 2015年、イクス）

2017年
- THE REFLECTION（男性カウンセラー）

2019年
- パズドラ（2019年 - 2023年、ジョー）

2023年
- オーバーテイク!（実況）

### 劇場アニメ
1986年
- キャプテン翼 世界大決戦!Jr．ワールドカップ（新田）
- タッチ2 さよならの贈り物（大河原）

1990年
- チンプイ エリさま活動大写真（小政）

1992年
- トトイ（レナート）

1995年
- おさわが!スーパーベビー（ユウマ）
- スラムダンク 湘北最大の危機! 燃えろ桜木花道（克美一郎）

1996年
- (超)劇場版!地獄先生ぬ〜べ〜（白戸秀一）

2002年
- デジモンテイマーズ 暴走デジモン特急（秋山遼）

2006年
- トップをねらえ! & トップをねらえ2! 合体劇場版!!（担当局員）

2009年
- ヱヴァンゲリヲン新劇場版:破（英語ナレーション）
- NIGHT OF THE WEREHOG（ソニック・ザ・ヘッジホッグ）
- ピューと吹く!ジャガー〜いま、吹きにゆきます〜（ピヨ彦）

2011年
- 映画 スイートプリキュア♪ とりもどせ! 心がつなぐ奇跡のメロディ♪（ナチュラル）
- 劇場版アニメ 忍たま乱太郎 忍術学園 全員出動!の段（不破雷蔵）

2024年
- 劇場版 忍たま乱太郎 ドクタケ忍者隊最強の軍師（不破雷蔵）

### OVA
1989年
- 紅い牙 ブルー・ソネット（男子生徒）

1991年
- おたくのビデオ（井上）
- DETONATORオーガン
- マネーウォーズ 狙われたウォーターフロント計画

1992年
- 創世機士ガイアース
- 新世紀GPXサイバーフォーミュラ（1993年 - 2000年、風見ハヤト  ） - 6シリーズ

1993年
- 超音戦士ボーグマン2 -新世紀2058-（ケン南井）
- ドラン姫と愉快な仲間たち（戸城）
- 紅狼

1994年
- 放課後の職員室（池上夏彦）

1995年
- Lesson XX（桜一太郎）

1996年
- BLUE SEED2（男〈犯人〉）

2000年
- 超人ロック ミラーリング（アーバス）

2005年
- セイント・ビースト 〜幾千の昼と夜 編〜（大神ゼウス）

2007年
- ピューと吹く!ジャガー（ピヨ彦）

2008年
- ピューと吹く! ジャガー リターン・オブ・約1年ぶり（ピヨ彦）

### Webアニメ
- Axis powers ヘタリア（2009年、ナレーション）

### ゲーム
1996年
- ファーランドストーリーFX（アーク）

1997年
- 地獄先生ぬ〜べ〜（白戸秀一） - PlayStation版
- ファーランドストーリー〜四つの封印〜（アーク）

1998年
- エリーのアトリエ 〜ザールブルグの錬金術士2〜（ダグラス・マクレイン）
- ソニックシリーズ（1998年 - 2024年、ソニック・ザ・ヘッジホッグ〈モダンソニック〉、メタルソニック） - 26作品

1999年
- 黒い瞳のノア（ディスティーン）
- 新世紀GPXサイバーフォーミュラ シリーズ（1999年 - 2008年、風見ハヤト） - 7作品

2001年
- 零 zero（2001年 - 2005年、雛咲真冬） - 3作品

2003年
- ヴィオラートのアトリエ 〜グラムナートの錬金術士2〜 / 群青の思い出（2003年 - 2011年、バルトロメウス・プラターネ〈バルテル〉） - 2作品

2004年
- 金色のガッシュベル!! シリーズ（2004年 - 2005年、雷句先生） - 3作品
- セガ スーパースターズ（ソニック・ザ・ヘッジホッグ）
- ピューと吹く!ジャガー 明日のジャンプ（酒留清彦〈ピヨ彦〉）

2006年
- Mr.インクレディブル 強敵アンダーマイナー登場

2007年
- Microsoft Flight Simulator X（ナビゲーター）
- マリオ&ソニック AT オリンピックシリーズ（2007年 - 2019年、ソニック・ザ・ヘッジホッグ） - 6作品

2008年
- 大乱闘スマッシュブラザーズシリーズ（2008年 - 2018年、ソニック・ザ・ヘッジホッグ） - 4作品

2010年
- .hack//Link（W・Bイェーツ）
- 忍たま乱太郎（2010年 - 2017年、不破雷蔵） - 2作品

2018年
- 共闘ことばRPG コトダマン（ソニック） - 「CV：ソニック」名義

2019年
- ネルケと伝説の錬金術士たち 〜新たな大地のアトリエ〜（バルトロメウス・プラターネ〈バルテル〉）

2021年
- ぷよぷよテトリス2（ソニック）
- 北斗の拳 LEGENDS ReVIVE（ソニック）
- D×2 真・女神転生 リベレーション（ソニック・ザ・ヘッジホッグ）

### 吹き替え

#### 映画
- ウエストサイド物語（リコ）※新TBS版
- キャプテン・シンドバッド（ターラン）
- ジャイアント・ベビー（ニック・サリンスキー〈ロバート・オリヴェリ〉）※ソフト版
- でっかくなっちゃった赤い子犬 僕はクリフォード（ケイシ－〈ジャック・ホワイトホール〉[41]）
- 南京の基督（小僧）
- マッド・アバウト・マンボ（オリバー）
- ローン・レンジャー（ジャック）※テレビ東京版

#### ドラマ
- アリスは何をすべきか知っています!（パイパー）
- フルハウス（リッキー）
- 愉快なシーバー家（ボビー）

#### アニメ
- イウォーク物語（ウィドル）※DVD版
- インセクターズ（フルゴール）
- おたすけマニー（とんかちのトン・エリオット・ファストエディなど）
- きかんしゃトーマス（ヘンリー、オーエン、ポーター、カルロス 他）※テレビ東京、NHK版
  - きかんしゃトーマス みんなあつまれ!しゅっぱつしんこう
  - トーマスをすくえ!! ミステリーマウンテン
  - きかんしゃトーマス 伝説の英雄
  - きかんしゃトーマス ミスティアイランド レスキュー大作戦!!
  - きかんしゃトーマス ブルーマウンテンの謎
  - きかんしゃトーマス キング・オブ・ザ・レイルウェイ トーマスと失われた王冠
  - きかんしゃトーマス 勇者とソドー島の怪物
  - きかんしゃトーマス トーマスのはじめて物語
  - きかんしゃトーマス 探せ!!謎の海賊船と失われた宝物
  - きかんしゃトーマス 走れ!世界のなかまたち
  - きかんしゃトーマス とびだせ!友情の大冒険
  - きかんしゃトーマス Go!Go!地球まるごとアドベンチャー
  - きかんしゃトーマス チャオ!とんでうたってディスカバリー!!
- シュガー・ラッシュ（ソニック・ザ・ヘッジホッグ[6]）
  - シュガー・ラッシュ:オンライン[42]
- スター・ウォーズ 反乱者たち（ウェッジ・アンティリーズ）
- ソニックトゥーン（ソニック・ザ・ヘッジホッグ[43]）
- ターザン（ズート）
- ドーラ（スワイパー、パパ、ビッグレッドチキン、金の鍵、雪の生き物）
- バットマン
- パパはグーフィー（ノットフォクスたち）

#### 人形劇
- フラグルロック

### 特撮
- 爆竜戦隊アバレンジャー（2003年、ハッカラスナイパーの声）
- 仮面ライダー電王（2007年、カメレオンイマジンの声）

### ラジオ
- ピクチャーランドCLUB（ラジオ関西。データムポリスター広報番組）
- セイント・ビースト ケダモノたちのHEAVEN'S PARTY（アニメイトTV、不定期パーソナリティ）
- せたジュンのほんのりサジカゲン（Voice・Love・Network）
- 風とシープス…ときどき、窪田友紀子（ミュージックバード。2018年5月29日放送分、ゲスト出演）

### ドラマCD
- イノセント・サイズ（七瀬ヒロト）
- エリーのアトリエザールブルグの錬金術士2（ダグラス）
- エルデガイン（ザン）
- サンダーバード秘密基地セット（メディングス中尉）
- CDシアター ドラゴンクエストIV（レイ）
- 少年魔法士シリーズ（敷島勇吹）
- 声優だぁ〜い好き「恋のプロフィール」
- セイント・ビーストシリーズ（大神ゼウス）
- ドラマCD ゾンビ屋れい子（谷井出人）
- ニュートラル
- 忍たま乱太郎シリーズ（不破雷蔵）
  - 忍たま乱太郎 ドラマCD 図書委員会の段
  - 忍たま乱太郎 ドラマCD 学級委員長委員会の段
  - 忍たま乱太郎 ドラマCD 五年生の段
  - 忍たま乱太郎 ドラマCD ろ組の段〜中巻〜
- ノーティボーイ（正規）
- ピクチャーランドCLUB クリスマススペシャル
- 新世紀GPXサイバーフォーミュラシリーズ（風見ハヤト）
  - 新世紀GPXサイバーフォーミュラ ROUND1 サイバー・デート大作戦!
  - 新世紀GPXサイバーフォーミュラ ROUND2 愛と哀しみの誕生日!
  - 新世紀GPXサイバーフォーミュラ ROUND3 カップルレースだ!大混戦!!
  - 新世紀GPXサイバーフォーミュラ ROUND4 あなたとサイバーフォーミュラ・ナイト
  - 新世紀GPXサイバーフォーミュラ ROUND5 魔法のときめき少女ミラクルあすかちゅあん
  - 新世紀GPXサイバーフォーミュラ PICTURELAND1 風にのせて
  - 新世紀GPXサイバーフォーミュラ PICTURELAND2 白銀の対決
  - 新世紀GPXサイバーフォーミュラ PICTURELAND3 ファースト・ラブ、ネバー・ラブ
  - 新世紀GPXサイバーフォーミュラ PICTURELAND5 湯煙の街の対決!
  - 新世紀GPXサイバーフォーミュラ PICTURELAND6 ZEROの幻影
  - 新世紀GPXサイバーフォーミュラSAGA ROUND1 明日へのフォーカス
  - 新世紀GPXサイバーフォーミュラSAGA ROUND2 マスコットギャルズ・パニック
  - 新世紀GPXサイバーフォーミュラSAGA ROUND3 トラップ・オブ・ケルベロス
  - 新世紀GPXサイバーフォーミュラSAGA ROUND4 I WILL BE BACK
  - 新世紀GPXサイバーフォーミュラSAGA ROUND5 SAKURA
  - 新世紀GPXサイバーフォーミュラSAGAII ROUND1 真実の一瞬
  - 新世紀GPXサイバーフォーミュラSAGAII ROUND2 ウェディング・ラプソディー
  - 新世紀GPXサイバーフォーミュラSAGAII ROUND3 鋼鉄のマイスタージンガー
  - 新世紀GPXサイバーフォーミュラSAGAII ROUND4 レディ!!
  - 新世紀GPXサイバーフォーミュラSAGAII ROUND5 ジャガーのエンブレム
- ピューと吹く!ジャガーシリーズ（酒留清彦〈ピヨ彦〉）
  - ジャガージュン市のオールナイト昼
  - 夏だウィンター!ガリフェス開催!
- 封神演義（申公豹）
- ママレード・ボーイVol.2（須王銀太）
- WILD ACT（カムイ）

### BLCD
- 悪魔と踊れ（サッシャ）
- 片恋パラダイス（池上夏彦）
- こいきな男らシリーズ（真鍋進）
- 叫んでやるぜ!シリーズ（久江信乃）
- Cから始まる恋もいい（東城弘夢）
- 東京少年王〜闇の貴公子参上〜（綾小路紫苑）
- 東京あまとりあ（吉川炯司）
- 同棲愛（金巻千里）
- 二葉狂奏曲（二葉）
- 毎日晴天!シリーズ（阿蘇芳秀）
- LESSON××（櫻一太郎）

### テレビ番組
- NHK「英語であそぼ」
- NTV「ニュースプラス1」（ボイスオーバー）
- NTV「声優戦隊ボイストーム7#モーションコミック」（実写パート版『cafe soffiveの1日』ナレーション）

### CM
- ソニック ラッシュCM（ソニック）

### ラジオ
- FMヨコハマ 時報（横浜そごう提供：1986年）[44]

### 音楽CD
- インスパイアード・カラーズ
  - インスパイアードカラーズ+2 リバイバル&ボーナストラック版（2016年3月23日、ユニバーサルジャパン）
- エリーのアトリエボーカルコレクション ライゼフュラー
- オラトリオスケープ 黄金迷宮（羅洞）
- クウェザースターを抱きしめて
- デジモンテイマーズベストテイマーズ（5）（秋山リョウ）
- 虹色の橋を渡って
- 真冬の流れ星（WITH YOUとして）

### その他コンテンツ
- '93年度代々木アニメーション学院東京校&ひがし校卒業制作「トイズ・ボックス」（カセット[45]）